# Cetatea de pe dealul Șprenghi
Originea cetății de la Șprenghi din Brașov, pare a fi în vremea stăpânirii romane, când se presupune că pe locul ei exista un castru. Înainte de a doua jumătate a secolului XIII, pe deal se construia o mică cetate, formată din valuri de pământ și palisade. Invazia tătarilor din 1335, care au distrus fortificația, a făcut ca, după jumătatea secolului XIV, să apară o centură ovală de ziduri, de circa 1,80 m grosime. În interior a fost înălțată o clădire pentru adăpostirea în caz de primejdie și s-a amenajat o cisternă pentru apă. În secolul XV, la poarta cetății a fost construit un turn hexagonal, pentru a-i mări capacitatea defensivă. Cucerită de turci la 1421, treptat cetatea își va pierde din însemnătate, ajungând în ruine. În fața acesteia a fost construitǎ de cātre cavalerii teutoni Biserica Sfântul Bartolomeu (1225).
În secolul al XIX-lea Dealul Șprengi a fost transformat în carieră de piatră, astăzi fiind excavat în cea mai mare parte. În secolul al XX-lea au dispărut, o dată cu roca de sub ele, și o parte din vestigiile cetății. Astăzi pe locul acesteia se află un catarg cu drapelul românesc, în amintirea ostașilor români care au pierit în tranșeea morții din apropiere (8 octombrie 1916).